# Godisnappar

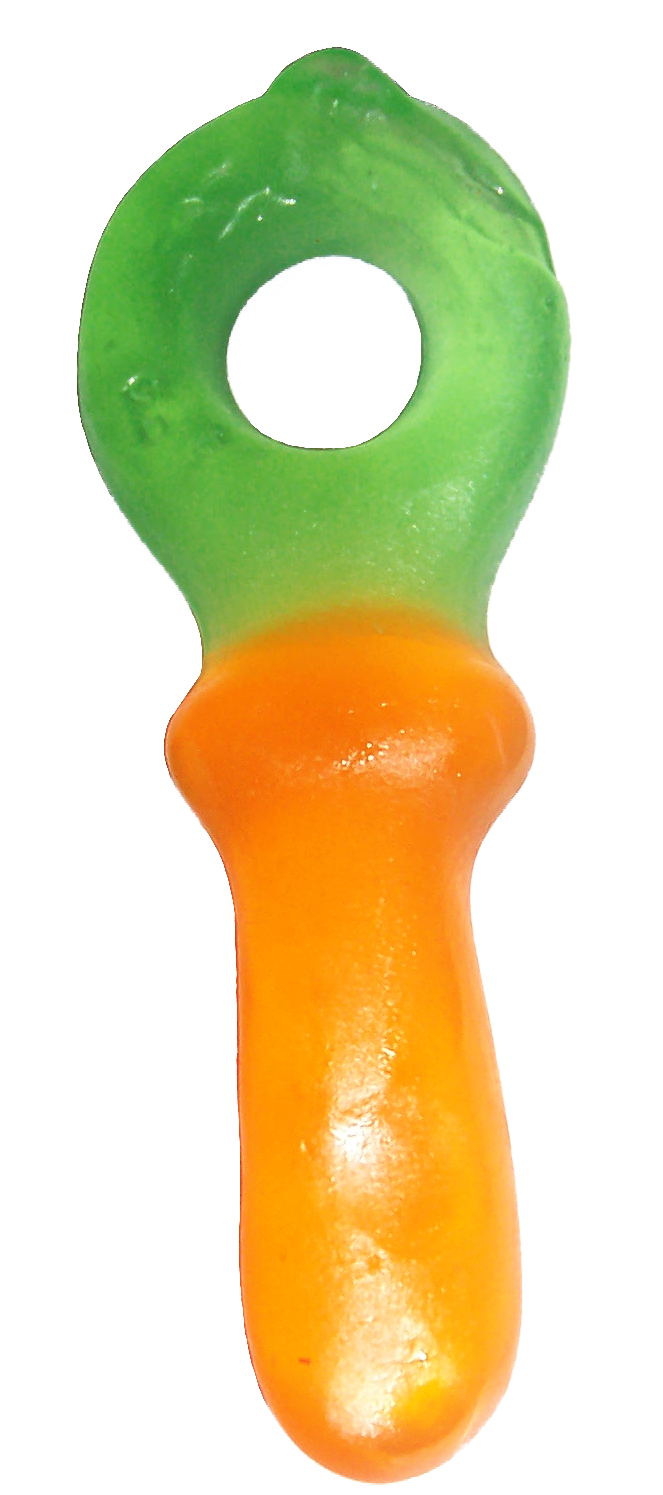
Godisnapp

Godisnappar är godis av vingummityp format som nappar. Dessa finns i flera olika färger, smaker och storlekar. Napparna finns med bland annat frukt-, lakrits- och colasmak och innehåller bland annat gelatin, sötningsmedel och färgämnen. Godisnappar säljs både som lösgodis och i påse. Företaget Haribo är en av de större tillverkarna.